# 不朽爪哇介
不朽爪哇介（学名：Javanella puhsiu）为魚形介科爪哇介屬下的一个种。